# Kamal Al-Cheikh
Pour les articles homonymes, voir Sheik (homonymie).
Kamal Al-Cheikh,, (en arabe : كمال الشيخ), né le 2 février 1919 et mort le 2 janvier 2004 au Caire, est un réalisateur égyptien.

## Biographie
Il débute dans le cinéma en tant que monteur, et réalise entre autres le montage du film L'Ange de miséricorde (ar) (Malak al-Rahma, ملاك الرحمه) de Youssef Wahbi (1946).
Il réalise surtout des films policiers ou des thrillers. Faten Hamama joue dans Amour et Larmes (ar) (1955), Je n'avouerai pas (ar), La Dernière Nuit. Elle partage l'affiche avec Omar Sharif dans Terre de paix (ar) (1957), et La Dame du palais (ar). Omar Sharif joue avec Nadia Lutfi dans Mon seul amour (ar) (1960).
En 1962, il adapte au cinéma le roman Le Voleur et les Chiens de Naguib Mahfouz, ce film est sélectionné pour la Berlinale 1963. Son film La Dernière Nuit est présenté au festival de Cannes 1964.

## Filmographie
- 1952 : La Maison n°13 (ar) (المنزل رقم 13, Al-Manzel Raqam 13)
- 1953 : Le Complot (ar)
- 1955 : Amour et Larmes (ar) (حب ودموع, Hob wa Dumoo`)
- 1955 : Vie ou Mort (حياة أو موت, Hayat ou maut)
- 1956 : Amour et Exécution (ar)
- 1956 : L'Étranger (ar) (* الغريب, Al Gharib) coréalisé avec Fatine Abdel Wahab
- 1956 : Terre des rêves (ar)
- 1957 : Terre de paix (ar) (أرض السلام, Ard al-Salam)
- 1957 : Les Marchands de mort (ar)
- 1957 : Le Petit Ange (ar)
- 1958 : La Dame du palais (ar) (سيدة القصر, Sayyidat al-Qasr)
- 1959 : Pour mon amour (ar)
- 1960 : Mon seul amour (ar) (حبي الوحيد, Hobbi al-Wahid)
- 1960 : Ange et Démon (ar)
- 1961 : Je n'avouerai pas (ar) (لن أعترف, Lan Aataref))
- 1962 : Le Voleur et les Chiens (ar) (اللص والكلاب, El less wal kilab), avec Shoukry Sarhan, Shadia
- 1963 : La Dernière Nuit (الليلة الأخيرة, Al-Laylah al-Akheera)
- 1963 : Le Petit Démon (ar)
- 1966 : Trois Voleurs (ar) (ثلاثة لصوص, Thalathat lousous), avec Hassan Youssef
- 1968 : L'Homme qui a perdu son ombre (ar) (الرجل الذي فقد ظله, El Ragol El-lazi fakad Zilloh), avec Salah Zulfikar, Magda al-Sabahi
- 1969 : Le Puits de la privation (ar) (بئر الحرمان)
- 1969 : Miramar (ar) (ميرامار)
- 1970 : Crépuscule et Aurore (ar) (غروب وشروق, Ghoroub wa Shorouq), avec Souad Hosni, Salah Zulfikar
- 1971 : Profond Secret
- 1975 : Sur qui faut-il tirer ? (ar) (على من نطلق الرصاص, Alā mann Notlīq Ar-rasās), avec Souad Hosni, Mahmoud Yassine
- 1976 : Première Année d'amour
- 1978 : Monter vers l'abîme (ar) (الصعود إلى الهاوية, Al Sou oud ilâ alhâwiyah)
- 1978 : Entre eux le diable
- 1982 : Le Paon (ar) (الطاووس, Al-Tawous), avec Salah Zulfikar, Nour El-Sherif